# Таксим-Гези
Парк Та́ксим-Гези́ (тур. Taksim Gezi Parkı) — городской парк на площади Таксим в районе Бейоглу в центре Стамбула, один из самых маленьких парков города. Разбитый на месте казарм, в 2013 году парк стал местом столкновений турецкой полиции с демонстрантами, протестующими против намерения правительства восстановить казармы и вырубить парк, построив на его месте торговый центр.

## История
На территории, где сейчас находится парк, в 1806 году были сооружены казармы, известные под названием Артиллерийских казарм Халил-паши (тур. Halil Paşa Topçu Kışlası). Величественное здание, совмещающее элементы оттоманской, русской и индийской архитектуры, сильно пострадало во время инцидента 31 марта в 1909 году и подлежало ремонту.
Со временем внутренний двор казарм был перестроен и стал первым в городе стадионом. На стадионе «Таксим» 26 октября 1923 года турецкая сборная по футболу провела свой первый в истории официальный матч — она сыграла со сборной Румынии вничью (2:2).
В 1936 году президент Турции Ататюрк пригласил французского архитектора и городского дизайнера Анри Проста (1874—1959) для составления плана развития города. В рамках этого плана в 1940 году, когда городским главой был Лютфи Кырдар, здание казармы было разрушено.
Согласно плану Проста, предполагалось создание в центре города большого зелёного парка, который располагался бы на территории между районами Таксим, Нишанташи и Мачка и доходил до Босфора. Работа над парком была завершена в 1943 году, когда он был открыт под названием Парк Инёню (тур. İnönü Park) в честь второго президента страны Исмета Инёню (у власти в 1938—1950 гг.). Территория парка со временем уменьшилась в связи со строительством больших отелей, менялся и его внутренний облик.
В 2013 году правительство страны выступило с идеей восстановить историческое здание казармы и вырубить парк. Это привело к демонстрациям, а затем создании палаточного городка на территории парка и столкновениям полиции с протестующими на площади Таксим, а затем и в других районах города. Противостояние с полицией началось 28 мая, и лишь вечером 16 июня она вытеснила протестующих из парка с помощью слезоточивого газа и водомётов.

## Аналоги событий в парке Таксим-Гези
Владислав Мальцев в «Независимой газете» обнаруживает параллели между противостоянием в московском парке «Торфянка», вызванным началом строительства храма, и событиями в Таксим-Гези.

## Галерея

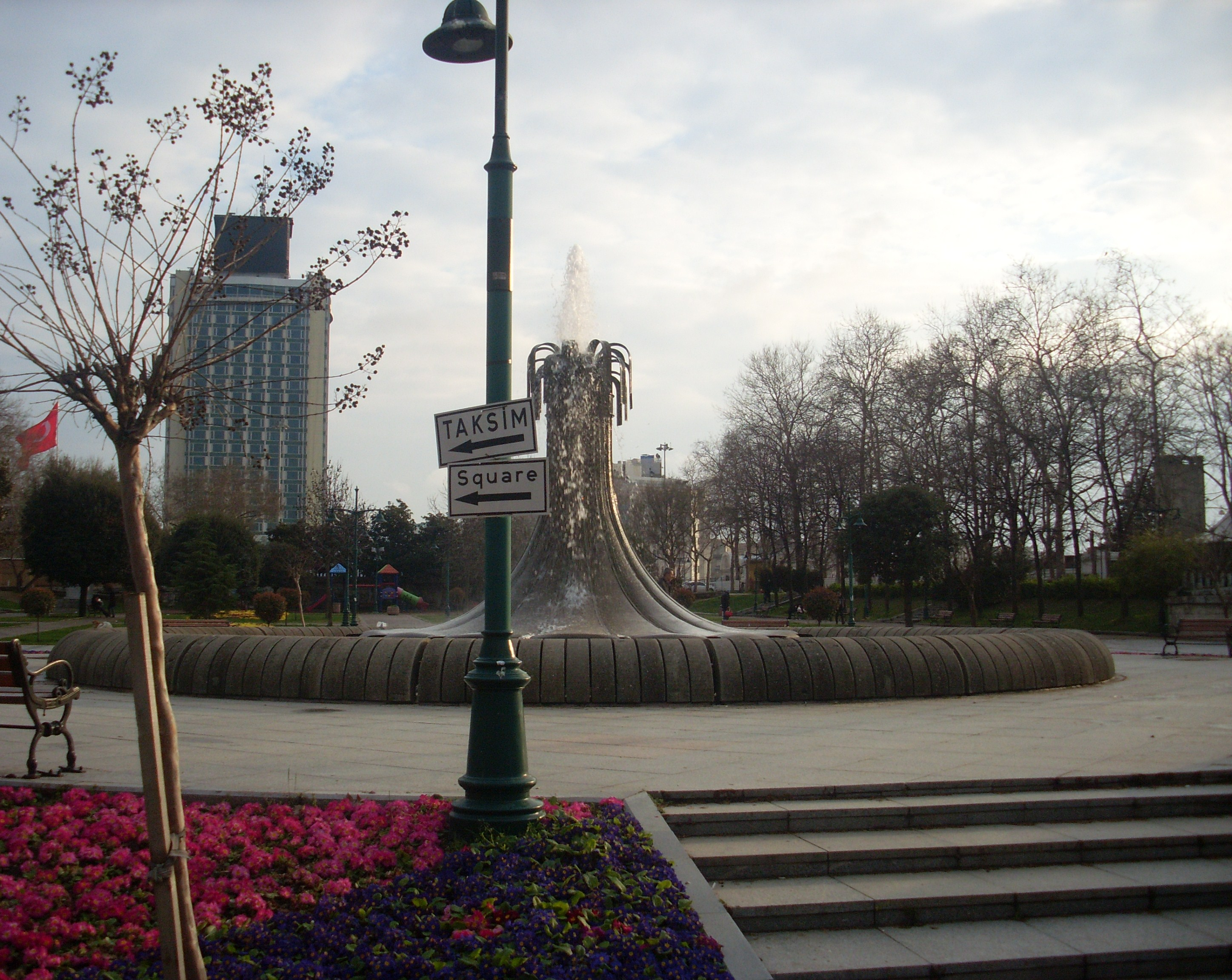
Парк Таксим-Гези (март 2013)
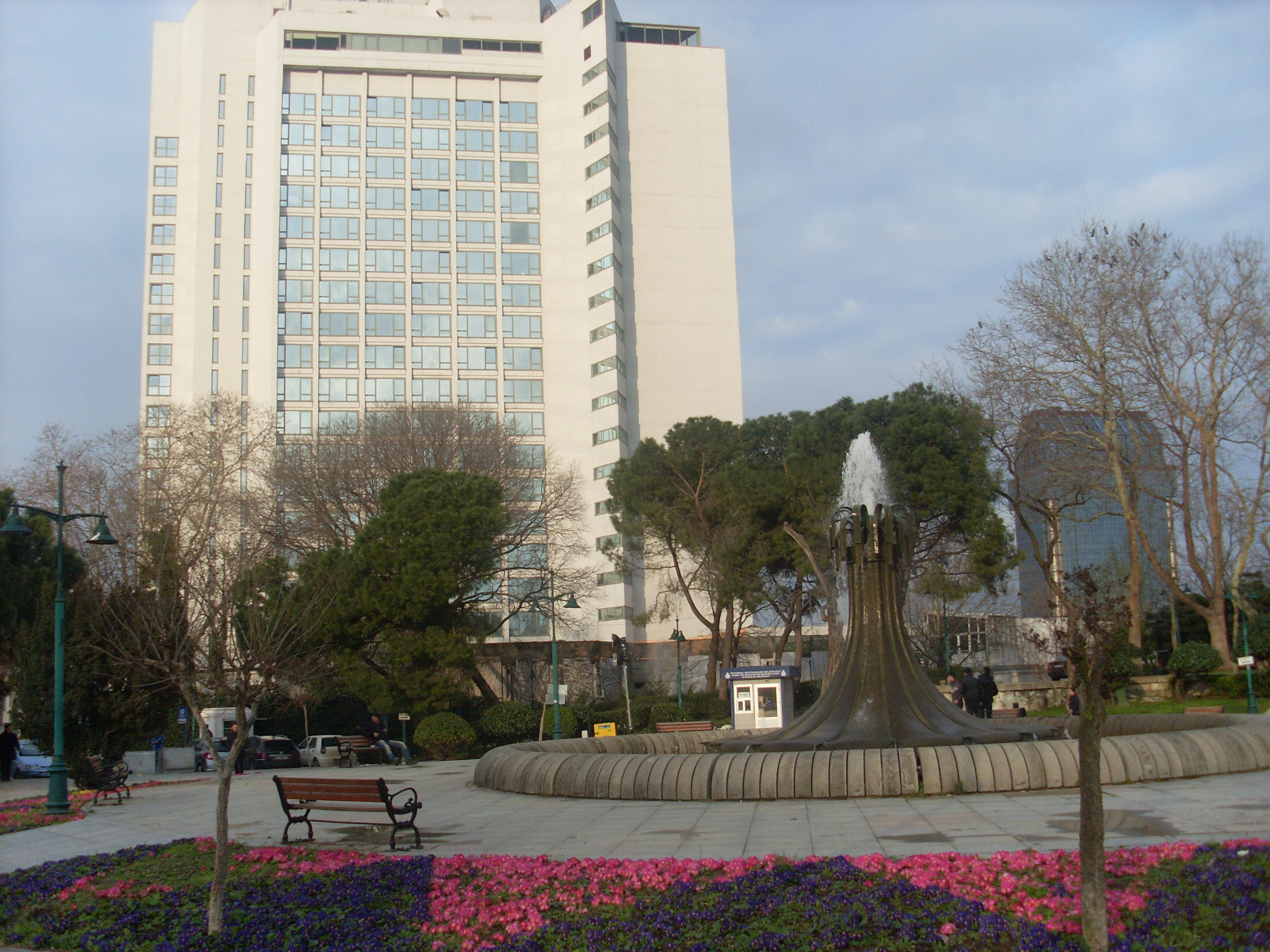
Парк Таксим-Гези (март 2013)
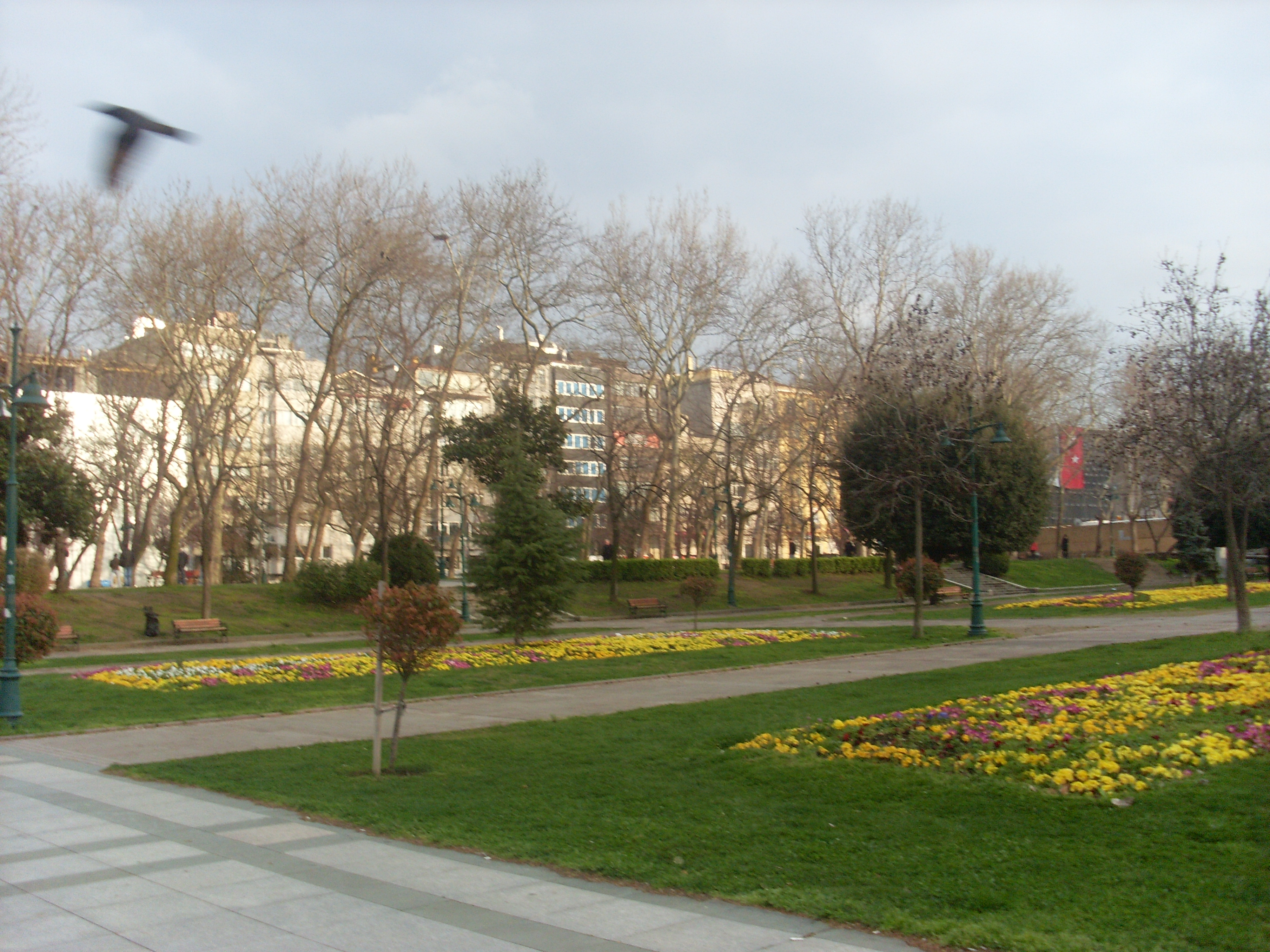
Парк Таксим-Гези (март 2013)
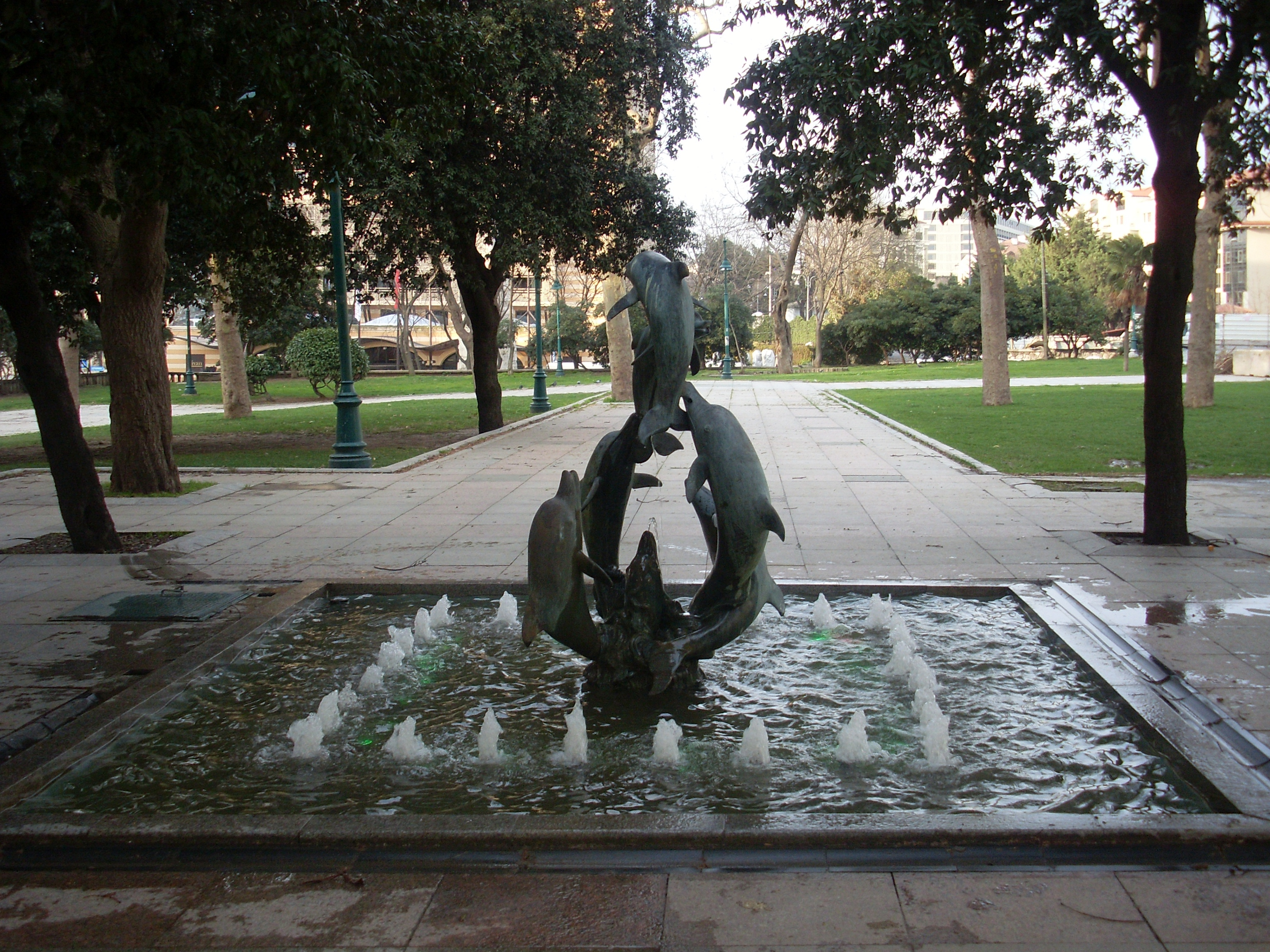
Парк Таксим-Гези (март 2013)
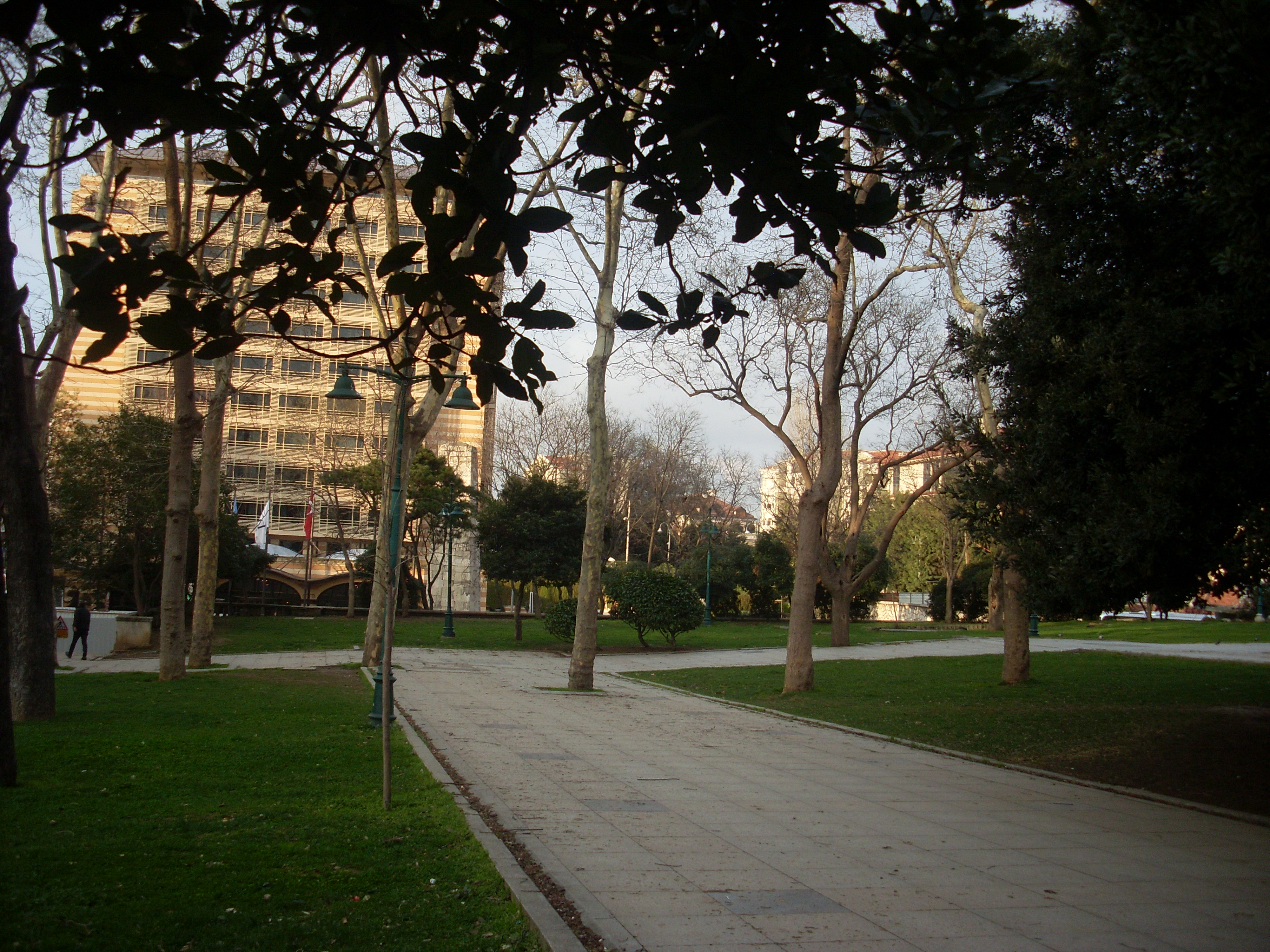
Парк Таксим-Гези (март 2013)
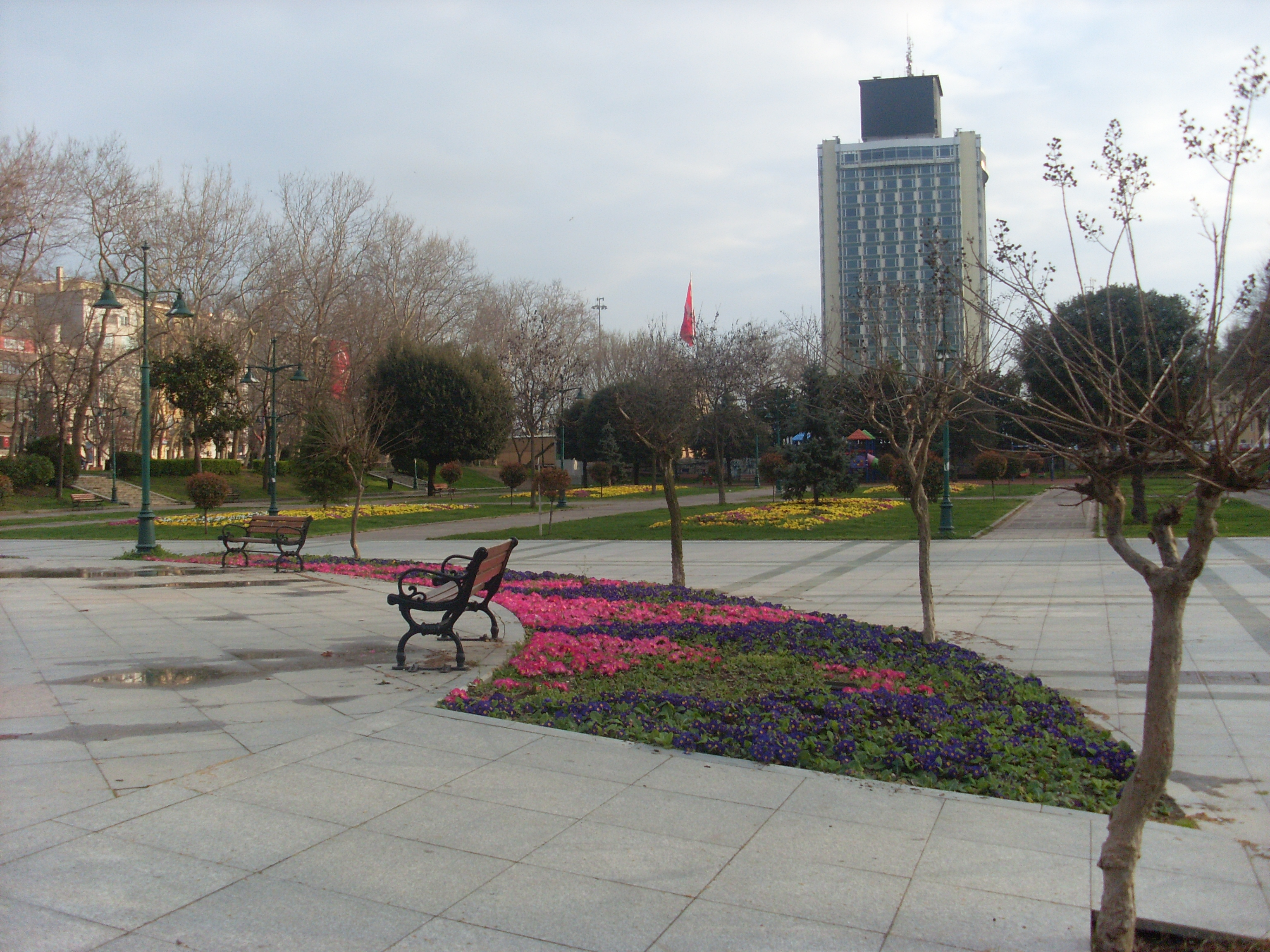
Парк Таксим-Гези (март 2013)